# Németország császára
A német császár (németül: Deutscher Kaiser) a Német Birodalom államfőjének és örökös uralkodójának hivatalos címe volt. Kifejezetten választott kifejezés, amelyet az 1871. január 1-jei alkotmány vezetett be, és egészen II. Vilmos 1918. november 9-i hivatalos lemondásáig tartott.
Az 1918-as forradalmat követően az államfő a birodalmi elnök (németül: Reichspräsident) lett.

## Teljes címek
A német császárok kiterjedt listával rendelkeztek a címekről és igényekről, amelyek tükrözték a Hohenzollern-ház által uralt földek földrajzi kiterjedését és sokféleségét.

### I. Vilmos
I. Vilmos császári és királyi felsége, Isten kegyelméből Németország császára és Poroszország királya; Brandenburgi őrgróf, Nürnbergi őrgróf, Hohenzollern grófja; Szilézia és Glatz megye szuverén és legfelsőbb hercege; Alsó-Rajna és Posen nagyhercege; Szászország, Vesztfália, Angria, Pomeránia, Lüneburg, Holstein és Schleswig, Magdeburg, Bréma, Guelders, Cleves, Jülich és Berg hercege, Wend és Kassubes, Crossen, Lauenburg és Mecklenburg hercege; Hesse és Türingia földgrófja; Felső- és Alsó-Lauzsi őrgróf; Rügen, Kelet-Frízföld, Paderborn és Pyrmont, Halberstadt, Münster, Minden, Osnabrück, Hildesheim, Verden, Cammin, Fulda, Nassau és Moers hercege; Henneberg hercegi grófja; Mark, Ravensberg, Hohenstein, Tecklenburg és Lingen, Mansfeld, Sigmaringen és Veringen grófja; Frankfurt ura.

### III. Frigyes
III. Frigyes császári és királyi felsége, Isten kegyelméből, német császár és porosz király, brandenburgi őrgróf, nürnbergi őrgróf, Hohenzollern grófja, Szilézia és Glatz megye hercege, Alsó-Rajna nagyhercege és Posen, Szászország, Angria, Vesztfália, Pomeránia és Lunenburg hercege, Schleswig, Holstein és Crossen hercege, Magdeburg hercege, Bréma, Guelderland és Jülich, Cleves és Berg, Wend hercege és a kasubok, Lauenburg és Mecklenburg, Hesse és Türingia földgrófja, Felső- és Alsó-Lauzátia őrgrófja, Rugen, Kelet-Frízföld, Paderborn és Pyrmont hercege, Halberstadt, Münster, Minden hercege osnabrücki, hildesheimi, verdeni, kammini, fuldai, nassaui és moersi, Henneberg hercegi grófja, Mark grófja, ravensbergi, hohensteini, tecklenburgi és lingeni, mansfeldi, sigmaringeni gróf és Veringené, Frankfurt ura.

### II. Vilmos
II. Vilmos császári és királyi felsége, Isten kegyelméből német császár és porosz király, brandenburgi őrgróf, nürnbergi őrgróf, Hohenzollern grófja, Szilézia és Glatz megye hercege, Alsó-Rajna nagyhercege és Posen, Szászország, Angria, Vesztfália, Pomeránia és Lunenburg hercege, Schleswig, Holstein és Crossen hercege, Magdeburg hercege, Bréma, Guelderland és Jülich, Cleves és Berg, Wend hercege és a kasubok, Lauenburg és Mecklenburg, Hesse és Türingia földgrófja, Felső- és Alsó-Lauzátia őrgrófja, Rugen, Kelet-Frízföld, Paderborn és Pyrmont hercege, Halberstadt, Münster, Minden hercege osnabrücki, hildesheimi, verdeni, kammini, fuldai, nassaui és moersi, Henneberg hercegi grófja, Mark grófja, ravensbergi, hohensteini, tecklenburgi és lingeni, mansfeldi, sigmaringeni gróf és Veringené, Frankfurt ura.

## Német császárok listája
|    | Portré | Név                                          | Regnálás kezdete | Regnálás vége                       | Uralkodóház      | Jegyzet                        |
| -- | ------ | -------------------------------------------- | ---------------- | ----------------------------------- | ---------------- | ------------------------------ |
| 1. |        | Ő királyi fensége I. Vilmos német császár    | 1871. január 1.  | 1888. március 9. (17 év, 69 nap)    | Hohenzollern-ház | Korábban: Poroszország királya |
| 2. |        | Ő királyi fensége III. Frigyes német császár | 1888. március 9. | 1888. június 15. (99 nap)           | Hohenzollern-ház | I. Vilmos fia                  |
| 3. |        | Ő királyi fensége II. Vilmos német császár   | 1888. június 15. | 1918. november 28. (30 év, 167 nap) | Hohenzollern-ház | III. Frigyes fia               |

## Fordítás
Ez a szócikk részben vagy egészben  a   German Emperor című angol Wikipédia-szócikk ezen változatának fordításán alapul.  Az eredeti cikk szerkesztőit annak laptörténete sorolja fel. Ez a jelzés csupán a megfogalmazás eredetét és a szerzői jogokat jelzi, nem szolgál a cikkben szereplő információk forrásmegjelöléseként.